# 克里木
克里木（クリム、1940年6月12日 - 2020年3月3日）は、中華人民共和国の軍隊歌手、俳優。少数民族の一つであるウイグル族に出自する。中国人民解放軍總政治部歌舞団歌唱家、階級は正軍級文職幹部（現役の少将に相当）。政府から中国国家一級演員に認定されている。第八期、九期、十期全国政協委員。

## 来歴・人物
- 1940年6月12日、中華民国新疆省吐魯番市で生まれる。
- 1951年、中国人民解放軍入伍。
- 1957年、中国共産主義青年団団員となる。

## 作品
- 掀起你の盖頭来
- 新疆好
- 可愛の一朵玫瑰花
- 塔里木河
- 阿凡提之歌
- 大坂城の姑娘
- 故郷の河
- 我の母親叫中国
- 牡丹姑娘
- 阿拉木汗
- 賣葡萄の姑娘
- 頌歌献給親愛の党
- 毛主席の戰士最听党の話

## 家族
- 妻：古蘭丹姆（女優）